# Gramatika
Gramatika (arh. slovnica) jest proučavanje pravila koja upravljaju uporabom jezika. Skup pravila koji upravljaju pojedinim jezikom jest gramatika tog jezika, i stoga se za svaki jezik kaže da posjeduje vlastitu gramatiku. Gramatika je dio općenite discipline koja proučava jezik zvana lingvistika ili jezikoslovlje. Gramatika predstavlja način razmišljanja o jeziku.
Većina suvremenih jezikoslovaca gramatiku shvaća kao pojam koji kao potpolja obuhvaća fonetiku, fonologiju, morfologiju, sintaksu, semantiku i pragmatiku. Tradicionalno, međutim, gramatika uključuje samo morfologiju i sintaksu.

## Razvoj gramatika
Gramatike evoluiraju uporabom i razdvajanjem ljudskih populacija. Pojavom pisanih predstavljanja također se pojavljuju i formalna jezična pravila. Formalne su gramatike kodifikacije uporabe razvijene promatranjem. Kako se pravila ustanovljuju i razvijaju, pojavljuje se i preskriptivna (propisna) koncepcija gramatike. Taj proces obično uzrokuje odstupanje između svakodnevne tadašnje uporabe jezika i one koju jezikoslovci prihvaćaju kao ispravnu. Jezikoslovci u pravilu smatraju da preskriptivne gramatike nemaju nikakvog opravdanja van estetskih ukusa njihovih autora. Međutim, u sociolingvistici se preskripcije smatraju dijelom objašnjenja zašto neki ljudi kažu "Nisam ništa učinio", a drugi "Nisam išta učinio", a neki kažu jedno ili drugo ovisno o društvenom kontekstu.
Formalno proučavanje gramatike je važan dio obrazovanja još od najmanje dobi naprednim učenjem, iako pravila koja se u poučavaju u školama nisu "gramatička" u smislu u kojem većina jezikoslovaca koristi taj termin, jer su puno više preskriptivna nego deskriptivna.
Konstruirani jezici postaju danas sve uobičajeniji. Mnogi su stvoreni kako bi potpomogli ljudsku komunikaciju (na primjer, naturalistički Interlingua, shematski Esperanto, te logički kompatibilan umjetni jezik Lojban), ili su pak stvoreni u nekom fikcijskom radu (na primjer klingonski jezik i vilenjački jezici). Svaki od ovih jezika posjeduje svoju gramatiku.
Pogrešno se vjeruje da analitički jezici imaju jednostavniju gramatiku od sintetičkih jezika. Analitički jezici rabe sintaksu za prenošenje informacije koja je kodirana infleksijom u sintetičkim jezicima. Drugim riječima, redoslijed riječi nije bitan i morfologija igra znatno važniju ulogu u čisto sintetičkim jezicima, dok u analitičkim jezicima morfologija nije toliko važna i sintaksa igra značajnu ulogu. Kineski i afrikaans, na primjer, su visoko analitički i značenje je stoga vrlo kontekstno ovisno. (Oba posjeduju neke infleksije, i imali su ih više u prošlosti, te stoga s vremenom postaju sve manje sintetičkima i sve više "čisto" analitičkima.) Latinski, koji je visoko sintetički, koristi afikse i infleksije kako bi prenio istu informaciju koju kineski prenosi sintaksom. Budući da su riječi latinskog jezika poprilično (iako ne potpuno) samosadržavajuće, razumljiva rečenica latinskog jezika se može načiniti permutiranjem elemenata u proizvoljnom redoslijedu. Latinski ima složenu afiksaciju i jednostavnu sintaksu, dok za kineski vrijedi obrnuto.

## U računarstvu
U računarstvu, sintaksa svakog programskog jezika je definirana formalnom gramatikom. U teoretskom računarstvu i matematici, formalne gramatike definiraju formalne jezike. Chomskyjeva hijerarhija definira nekoliko važnih klasa formalnih gramatika.

## Gramatički uređaji
- Afiksacija
- Derivacija
- Reduplikacija
- Redoslijed riječi